# Slippery Rock
Slippery Rock es un borough ubicado en el condado de Butler en el estado estadounidense de Pensilvania. En el año 2000 tenía una población de 3,068 habitantes y una densidad poblacional de 703 personas por km².

## Geografía
Slippery Rock se encuentra ubicado en las coordenadas 41°3′49″N 80°3′18″O / 41.06361, -80.05500.

## Demografía
Según la Oficina del Censo en 2000 los ingresos medios por hogar en la localidad eran de $24,554 y los ingresos medios por familia eran $42,450. Los hombres tenían unos ingresos medios de $37,188 frente a los $30,104 para las mujeres. La renta per cápita para la localidad era de $13,538. Alrededor del 42.6% de la población estaba por debajo del umbral de pobreza.